# L'apprendista stregone (film 2010)
L'apprendista stregone (The Sorcerer's Apprentice) è un film del 2010 diretto da Jon Turteltaub.
Il film, che ha come interpreti principali Nicolas Cage e Jay Baruchel, è vagamente ispirato al segmento L'apprendista stregone del film musicale d'animazione Disney Fantasia, che a sua volta si basa sull'omonimo poema sinfonico del 1890 di Paul Dukas, ispirato all'omonima ballata del 1797 di Johann Wolfgang von Goethe.

## Trama
Nel 740 d.C., il celebre mago Merlino ha tre apprendisti stregoni che ha reso immuni alla morte naturale: Balthazar Blake, Veronica Gorloisen e Maxim Horvath. Quest'ultimo però lo tradisce in favore della fata Morgana, nemica giurata di Merlino, riuscendo a sopraffare lo stesso Merlino e a impadronirsi della formula del Risveglio, un sortilegio che gli avrebbe permesso di resuscitare un esercito di stregoni morti e di rendere schiava l'umanità. Mentre Horvath scappò con la formula, Morgana aggredì i due apprendisti rimasti. Per salvare il suo amato Balthazar, Veronica usò un incantesimo che imprigionò l'anima di Morgana nel suo stesso corpo, ma quest'ultima cominciò a possederla dall'interno. Per salvare Veronica e sconfiggere Morgana, Balthazar le imprigionò entrambe nella Grimhold, una prigione inviolabile a forma di matrioska. In punto di morte, Merlino diede a Balthazar il suo anello col drago e il compito di trovare il Sommo Merliniano, un potente stregone che erediterà i suoi poteri e l'unico capace di uccidere Morgana. Nel corso del millennio successivo, oltre a cercare il Sommo Merliniano, Balthazar imprigionò numerosi morganiani (stregoni fedeli a Morgana) rinchiudendoli bambola dopo bambola all'interno della Grimhold, incluso Horvath. 
New York, 2000. Un ragazzino di 10 anni di nome Dave Stutler incontra Balthazar nel suo negozio di antiquariato di Manhattan dopo essersi allontanato dalla sua gita scolastica. Quando Balthazar dà a Dave l'anello col drago di Merlino, esso si lega al giovane, individuando in lui il Sommo Merliniano che Balthazar sta cercando da più di milleduecento anni. Quando Balthazar va a recuperare l'Encantus, un libro destinato a insegnare la magia, Dave apre accidentalmente la Grimhold, liberando Horvath. Mentre combattono per il possesso del Grimhold, Balthazar e Horvath vengono imprigionati in un'antica urna cinese con una maledizione di dieci anni. Sbalordito e spaventato, il bambino scappa, perdendo per strada la Grimhold. Mentre i due maghi, durante la lotta, finiscono entrambi imprigionati in un'antica urna cinese con una maledizione di lucchetto di dieci anni, mentre Dave fugge con l'anello. Ritrovati la maestra e i compagni con cui era in gita scolastica, Dave racconta la sua esperienza, non venendo creduto e deriso.
Dieci anni dopo, Dave, che ora ha 20 anni, è uno studente di fisica alla New York University e incontra la sua cotta d'infanzia Becky. Si innamora immediatamente di lei e ripara l'antenna trasmittente della stazione radio in cui lavora dopo che è stata colpita da un fulmine. Intanto la maledizione di dieci anni di reclusione dell'urna termina, liberando Horvath e Balthazar. Horvath insegue Dave per sapere dove si trova la Grimhold. Balthazar salva Dave, cavalcando un'aquila d'acciaio animata del Chrysler Building. Dave inizialmente rifiuta di aiutare Balthazar, essendo stato sotto cure psichiatriche sin dal loro primo incontro, fino a quando Balthazar non accetta di andarsene dopo aver trovato la Grimhold. Seguono la Grimhold fino a Chinatown, dove Horvath ha rilasciato il morganiano Sun Lok. Dave sconfigge Sun Lok e Balthazar recupera la Grimhold. Dave cambia idea, decidendo che dopo tutto gli piace la magia, e accetta di diventare l'apprendista di Balthazar. Nei giorni successivi, Dave viene istruito da Balthazar sulla magia. Viene anche coinvolto sentimentalmente con Becky contro i desideri e i consigli di Balthazar, impressionandola suonando la canzone dei OneRepublic "Secrets" con le bobine di Tesla con cui ha sperimentato.
Horvath arruola un giovane morganiano, il famoso stregone Drake Stone, per riprendersi la Grimhold. Tentano di uccidere Dave, ma Balthazar lo salva. Ispirato da Horvath, Dave chiede di conoscere la verità sulla ricerca di Balthazar. Quest'ultimo rivela che Morgana è intrappolata nella Grimhold con Veronica, e che se Morgana venisse liberata compierebbe il Risveglio. Come Sommo Merliniano, Dave diventerà talmente potente da riuscire a usare la magia senza il suo anello (un punto focale, che per qualsiasi altro stregone è l'unico modo per incanalare la propria magia), ed è l'unico che può fermarla. Nonostante il disprezzo di Balthazar per la sua relazione con Becky, Dave lo convince a permettergli di incontrarla per un appuntamento. Dave cerca di usare la magia per pulire il suo laboratorio, ma perde il controllo dei suoi stracci animati, che lo costringe a cancellare il suo appuntamento con Becky. Si salva grazie all'intervento di Balthazar e, disilluso, decide di rinunciare alla magia, finché Becky inconsapevolmente gli fa cambiare idea. Ritorna al suo laboratorio sotterraneo della metropolitana, proprio mentre Drake e Horvath trovano il laboratorio e rubano la Grimhold. Horvath, dopo che Drake ha allineato alcune parabole satellitari sui grattacieli per l'incantesimo del Risveglio, usa su di lui l'incantesimo del Parassita, con il quale assorbe la magia di Drake e unisce il suo anello al suo bastone.
Horvath libera dalla Grimhold Abigail Williams, una giovane strega di Salem, e la usa per rapire Becky alla stazione radio, poi le ruba la magia e il suo ciondolo. Minaccia di uccidere Becky, costringendo quindi Dave a cedere la Grimhold e il suo anello. Balthazar insegue Horvath a Battery Park, sicuro che Dave, senza il suo anello, verrà ucciso. Horvath, grazie al potere rubato agli altri stregoni, libera Morgana (ancora fusa nel corpo di Veronica). Morgana, sfruttando le parabole satellitari sui grattacieli, inizia l'incantesimo del Risveglio mentre Horvath anima il Toro di Wall Street e gli ordina di attaccare Balthazar. Dave arriva e stordisce Horvath con una bobina di Tesla legata all'auto di Balthazar mentre l'aquila di Balthazar vola via con il toro. Becky, spostando una delle parabole, interrompe l'incantesimo, stordendo Morgana. Balthazar assorbe l'anima di Morgana da Veronica dentro di sé, ma Morgana scappa e cerca di incenerirli. Dave tenta di fermarla senza il suo anello e ci riesce, dimostrando di essere il Sommo Merliniano. Morgana spara dardi al plasma contro i tre e travolge gli incantesimi di scudo di Balthazar e Veronica, uccide Balthazar quando intercetta fisicamente un fulmine destinato a Veronica. Dave si scontra con Morgana. Durante la lotta, Dave crea un'altra bobina di Tesla più grande dai lampioni e dalle linee elettriche della piazza per sopraffarla e poi spara una raffica di plasma, che alla fine distrugge definitivamente Morgana. Fa rivivere Balthazar riavviando il suo cuore con shock al plasma, e Balthazar si riunisce con Veronica. Dave e Becky si baciano e volano verso la Francia a colazione sull'aquila di Balthazar.
In una scena successiva ai titoli di coda, Horvath recupera il suo cappello dal negozio di Balthazar.

## Colonna sonora
Fa parte della colonna sonora del film il singolo degli OneRepublic, Secrets.

## Distribuzione
A luglio 2010 la Walt Disney Pictures ITA ha pubblicato il trailer in italiano..
L'uscita nelle sale cinematografiche statunitensi è avvenuta il 16 luglio 2010, mentre in Italia è uscito il 18 agosto 2010.

### Edizione italiana
La direzione del doppiaggio e i dialoghi italiani sono stati curati da Maura Vespini per conto della Dubbing Brothers Int. Italia.

## Accoglienza

### Incassi
Durante la prima settimana di proiezione il film incassò 17619622 $ in Nord America. Al termine delle proiezioni la pellicola registrò un incasso di 63150991 $ in Nord America e 180983656 $ nel resto del mondo, per un incasso complessivo di 215283742 $ a fronte di un budget di 150 milioni di dollari.

### Critica
Sul sito di recensioni Rotten Tomatoes, il film ha un indice di valutazione del 40% sulla base di 173 recensioni; il sito cita «Ha un cast simpatico e un sacco di spettacolare CGI, ma per tutti tranne gli spettatori meno esigenti, L'apprendista stregone sarà tutt'altro che affascinante».